# Encoelia siparia
Encoelia siparia är en svampart som först beskrevs av Berk. & Broome, och fick sitt nu gällande namn av John Axel Nannfeldt 1936. Encoelia siparia ingår i släktet Encoelia och familjen Sclerotiniaceae.   Inga underarter finns listade i Catalogue of Life.